# Emil Pușcariu
Emil Pușcariu (cunoscut și ca Emil Ion Cavaler de Pușcariu) (n. 8 martie 1859, Veneția de Jos, comitatul Făgăraș – d. 3 octombrie 1928, Iași) a fost un medic și om de știință român, profesor la Facultatea de Medicină din Iași.

## Biografie
Emil Pușcariu s-a născut într-o familie intelectuală românească din Țara Făgărașului. Tatăl său a fost Ioan Pușcariu (1824–1911), istoric, jurist, publicist și om politic, membru fondator al ASTREI, înnobilat în 1864 cu titlul de Cavaler de Pușcariu. Mama sa a fost Stana (Constanția) Circa, provenind dintr-o familie înstărită din Țara Bârsei. Emil a fost unul dintre cei patru fii ai familiei:
A studiat medicina la Universitatea din Budapesta, obținând doctoratul în medicină și chirurgie în 1886...
Emil Pușcariu a studiat medicina la Universitatea din Budapesta, obținând doctoratul în medicină și chirurgie în 1886. Ulterior, devine asistent la Institutul de Anatomie Patologică și Bacteriologie al Universității din București și, din 1887 a fost numit profesor la Catedra de Histologie a Facultății de Medicină din Iași.
Continuă sa fie interesat de bacteriologie și, în special, de vaccinarea antirabică, publicând lucrări ca Dare de seamă despre vaccinațiunea contra turbării (1927) sau Despre accidente paralitice (1927). În 1891, Emil Pușcariu înființează la Iași cel de al patrulea Institut Antirabic din lume, după cele înființate de Louis Pasteur la Paris, M.N. Gamaleia la Odessa și Victor Babeș la București. Aici pune la punct și aplică, începând din 1896, o nouă metodă de vaccinare antirabică denumită ulterior „metoda Babeș-Pușcariu”, una dintre cele mai bune metode la timpul ei, pentru care a primit medalia de aur la un congres internațional în 1904, la Atena.
Se căsătorește cu Elena Densușianu-Pușcariu, cea care este cunoscută ca fiind "Prima femeie profesor la o clinică de oftalmologie din lume".